# Prado (Espanha)
Prado é um município da Espanha na província de Zamora, comunidade autónoma de Castela e Leão, de área 10,95 km² com população de 85 habitantes (2007) e densidade populacional de 9,04 hab/km².

## Demografia
| Variação demográfica do município entre 1991 e 2004 | Variação demográfica do município entre 1991 e 2004 | Variação demográfica do município entre 1991 e 2004 | Variação demográfica do município entre 1991 e 2004 |
| --------------------------------------------------- | --------------------------------------------------- | --------------------------------------------------- | --------------------------------------------------- |
| 1991                                                | 1996                                                | 2001                                                | 2004                                                |
| 130                                                 | 114                                                 | 104                                                 | 99                                                  |